# 沖縄・自衛官爆死事件
沖縄・自衛官爆死事件（おきなわ・じえいかんばくしじけん）は2003年（平成15年）8月31日に沖縄県沖縄市の資材置き場で53歳の男性自衛官一人が爆発による負傷で失血死、後に同自衛官が趣味などで収集していたと見られる多量の武器・弾薬が住宅地のアパート2部屋から発見された一連の事件。

## 概要
2003年（平成15年）8月31日15時50分頃、沖縄市内の調理師で廃品回収業の男性の所有する資材置き場で、男性の知人である航空自衛隊那覇基地の整備補給群車両器材隊に所属する空曹長53歳（非番中）がワゴン車から荷物を下ろしている際に爆発が発生、火傷と負傷により死亡した。
この爆発事故ではその場に同自衛官のほかに資材置き場所有者のほかトラック運転手（27歳）が居合わせたが特に負傷は無かった。しかし問題の爆発した荷物以外にビニール袋に入った米軍のものと思われる「訓練用40mm擲弾」などがワゴン車助手席から発見されるなどしたため、翌9月1日に県警が火薬類取締法違反容疑で被疑者死亡のまま同自衛官宅の捜索を行ったところ、米軍の訓練弾・ロケット弾の尾翼・模造とみられるライフル銃・薬莢ベルト・導火線点火具といった軍用品の類を押収した。
9月3日には同自衛官宅から信管の付いた対戦車ロケット弾2発やM16軍用ライフルなどが押収された。同自衛官は自宅アパートの一室に大量の武器弾薬を隠し持っていたため、一時はアパート住民を退避させてロケット弾の回収作業が行われる事態となった。沖縄県警によると武器庫のようだったという。
9月4日には同自衛官が那覇市小禄の別所に倉庫として借りていたもう一つのアパートが捜索されたが、ここからも対戦車ロケット弾ランチャーや米軍の旧装備であるM1カービン、実弾多数が発見され、同事件で発見された実弾総数は660発を超えた。
9月6日には米空軍爆発物処理隊の協力で、66ミリ対戦車りゅう弾2発・他2発の計4発が処理されている。この処理にあたっては、沖縄県警が周囲100mの住民約550人を避難させた。
同事件ではこの他、防弾チョッキや手投げ発煙筒などが後日押収されている。なお、同事件で押収された違法な武器弾薬は以下のとおり。
- 66ミリ対戦車りゅう弾3発などロケット弾計5発
- 実弾689発
- 訓練弾1636発
- M16自動小銃1丁
- M1カービン1丁

計2332点
なお同事件では同自衛官と私的な取引のあった軍用品店経営者宅ら24箇所が家宅捜索され、2名が銃刀法違反で現行犯逮捕された。県警側では大規模な武器流出ルートを調べるため、これ以外の軍用品店経営者ら20名ほどが事情聴取を受けたが、同自衛官との取引は否定している。

## 事件後の動向
自衛官爆死事件を受けて那覇基地では勤務する隊員約3000名に対して聞き取り調査が行われたが、「（軍用品などの）マニアである」と回答した隊員が数人いたことを明らかにした。
2003年（平成15年）9月18日、沖縄県議会は「県民が爆発物の危険や恐怖と隣り合わせの生活を余儀なくされている」として外務大臣や防衛庁長官に事件の原因究明と再発防止を求める意見書を全会一致で可決した。
2003年（平成15年）11月6日、在日沖縄米軍は本事件に絡み沖縄県警からの照会に対し、「4月にキャンプ・ハンセンでロケット弾の発射訓練を行った」と文書回答した。その後、M16軍用ライフルとM1カービンの使用時期などについては「古いので記録が残っておらず、詳細を確認できない」と回答した。

## 関係者の処分

### 空曹長に対する処分
2003年（平成15年）10月15日、沖縄県警は空曹長を被疑者死亡のまま銃刀法違反、火薬類取締法違反容疑で那覇地検に書類送検した。
2004年（平成16年）1月、那覇地検は空曹長を被疑者死亡のため不起訴処分とした。また、銃刀法違反容疑で逮捕・送検された軍用品店経営者2名も不起訴処分とした。

### 空曹長の上司に対する処分
2004年（平成16年）1月13日、航空幕僚監部は南西航空混成団司令・小鹿勝見を注意、那覇基地司令兼第83航空隊司令・彌田清を訓戒処分とした。

## 背景・動機

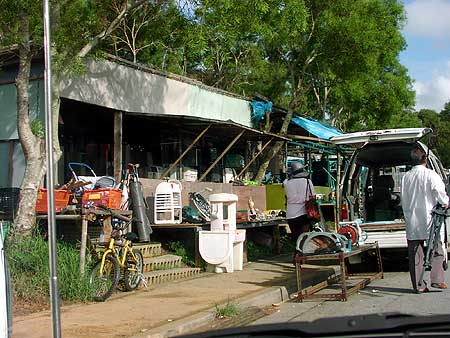
爆死した自衛官が出入りしていたとみられるフリーマーケット

この事件では、マニア筋に不発弾の類が高値で売れることなどが原因とみられている。爆死した自衛官と資材置き場所有者・トラック運転手は「フリーマーケットで知り合った」としており、同自衛官死亡時には現金60万円のほか米ドル紙幣を所有しており、米軍払い下げ品などを扱う業者は「小遣い稼ぎに軍用品を売る米兵は少なくない。マニアにとって沖縄は天国」とマニア向け密売ルートの存在も示唆されている。
こういった不正な武器弾薬の持ち出しは時折問題とされるが、本事件の2か月前（2003年6月30日）には静岡県裾野市で、宅配便荷物に入れられてインターネットオークション経由でマニア間で売買されていた砲弾に混じっていた不発弾が爆発、アルバイト宅配便従業員が全治3週間の怪我をする事件が発生した。この不発弾は、陸上自衛隊東富士演習場から近所に住むマニアが不正に持ち出したものとされるが、類似の事例は過去にも発生している（→不発弾）。